# Biên niên sử phim Ba Lan
Biên niên sử phim Ba Lan (tiếng Ba Lan: Polska Kronika Filmowa) (1944-95) là một bản tin dài 10 phút được chiếu ở các rạp chiếu phim Ba Lan trước khi bộ phim chính. Nó tiếp tục truyền thống của Cơ quan điện báo Ba Lan trước chiến tranh, và ở Ba Lan Cộng sản nó thường được sử dụng làm công cụ để tuyên truyền. Biên niên lần đầu tiên được trình bày tại các rạp chiếu phim Ba Lan vào ngày 1 tháng 12 năm 1944. Nó được sản xuất hai tuần một lần bởi Wytwornia Filmow Dokumentalnych i Fabularnych của Warsaw (Hãng phim tài liệu và phim truyện, WFDiF), với sự hợp tác của Film Studio Czolowka.
Biên niên sử phục vụ như một công cụ tuyên truyền của chính phủ Cộng hòa Nhân dân Ba Lan. Nó trình bày các sự kiện hiện tại, kinh tế, thể thao và tin tức văn hóa, bình luận và báo chí ý kiến, cũng giải trí, như cuộc sống riêng tư của Irena Szewińska. Thông thường một tin thời sự bao gồm năm phần, mỗi phần mô tả một chủ đề khác nhau. Trong một số trường hợp, chẳng hạn như ngày lễ chính thức (ví dụ Ngày quốc tế công nhân), toàn bộ thời sự được dành riêng cho các sự kiện của ngày lễ này. Ngoài các rạp chiếu phim, biên niên sử cũng được trình bày vào những năm 1960 bởi Đài truyền hình Ba Lan. Trong một số trường hợp được lựa chọn, biên niên trình bày tin tức từ bên ngoài lãnh thổ Ba Lan, nhưng điều này rất hiếm, vì nó tập trung vào các vấn đề trong nước.
Tổng biên tập đầu tiên của Biên niên phim Ba Lan là Jerzy Bossak, và trong số các diễn giả của nó có những diễn viên nổi tiếng như Władysław Hańcza và Andrzej Łapicki. Trong số các cá nhân khác hợp tác với biên niên sử có Andrzej Munk và Władysław Szpilman. Hầu như tất cả các bản tin đều có màu đen và trắng, mặc dù đã có từ những năm 1950, các sản phẩm màu đầu tiên đã được thực hiện, với công nghệ Sovcolor. Trong số các bản tin màu là những bản mô tả các sự kiện có tầm quan trọng đặc biệt, chẳng hạn như xây dựng Cung điện Văn hóa và Khoa học năm 1952 tại Warsaw, 1953 tái thiết Phố cổ Warsaw, Cuộc diễu hành 1000 năm của Ba Lan (1966), hoặc chuyến bay của Mirosław Hermaszewski (1978).
Biên niên sử phim Ba Lan đã bị hủy bỏ tại các rạp chiếu phim vào ngày 1 tháng 1 năm 1995. Xưởng phim tài liệu và phim truyện của Warsaw vẫn tồn tại và tiếp tục tạo ra các bản tin.